# آنقوت
آنقوت (نام علمی: Tadorna ferruginea، نام انگلیسی: Ruddy Shelduck) پرنده‌ای است از خانوادهٔ مرغابیان و زیرخانوادهٔ عروس‌مرغابیان (Tadorninae) که دارای جثه‌ای بزرگتر از اردک‌های معمولی بوده و از نظر ظاهری شبیه به غاز می‌باشد.
این پرنده جثه نسبتاً بزرگی دارد. دور گردن این اردک را یک نوار سیاه‌رنگ احاطه کرده است. پاها و نوک نیز به رنگ سیاه هستند. به جز نوار سیاه دور گردن بقیه قسمت‌های بدن این پرنده قهوه‌ای روشن است. بین جنس نر و ماده از نظر رنگ‌آمیزی پره اختلاف فاحشی دیده نمی‌شود. البته رنگ پر نرها پررنگ و براق‌تر از ماده‌هاست. ماده‌ها در حدود ۱۸ تخم می‌گذارند و از کرم‌ها و نرم‌تنان تغذیه می‌نماید. در سواحل جنوبی ایران و در بعضی از دریاچه‌های مرکزی ایران تخم‌گذاری می‌کنند.
طول بدن آنقوت بین ۵۸ تا ۷۰ سانتی‌متر و گستردگی بال‌هایش در حالت بازبین ۱۱۰ تا ۱۳۵ سانتی‌متر می‌باشد. پرهای پرنده به رنگ قهوه‌ای متمایل به نارنجی بلوطی است که در ناحیهٔ سر و گردن کم‌رنگ‌تر می‌شود. شاه‌پرها سیاه‌رنگ هستند و پوش‌پرهای سفید بال به هنگام پرواز کاملاً مشخصند. پرندهٔ نر بالغ یک طوق گردنی سیاه و باریک دارد و پرهای سرش کرم رنگ می‌باشد اما پرندهٔ ماده فاقد این طوق بوده و سری سفید رنگ دارد. نوک آنقوت به نسبت کوچک و همچون پاهای پرنده به رنگ سیاه است. این پرنده صدایی بلند و خشن همچون آوای غاز تولید می‌کند.

## نگارخانه

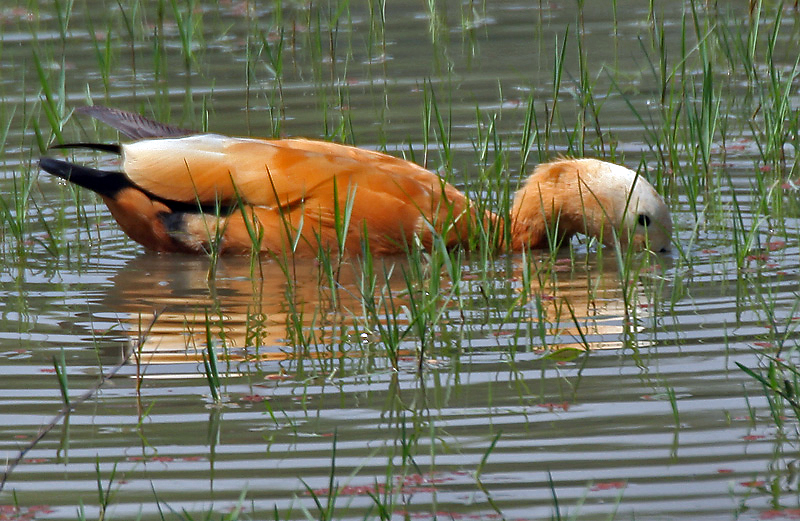
آنقوت ماده در پارک ملی کئولادئو، باهاراتپور، راجستان، هندوستان.
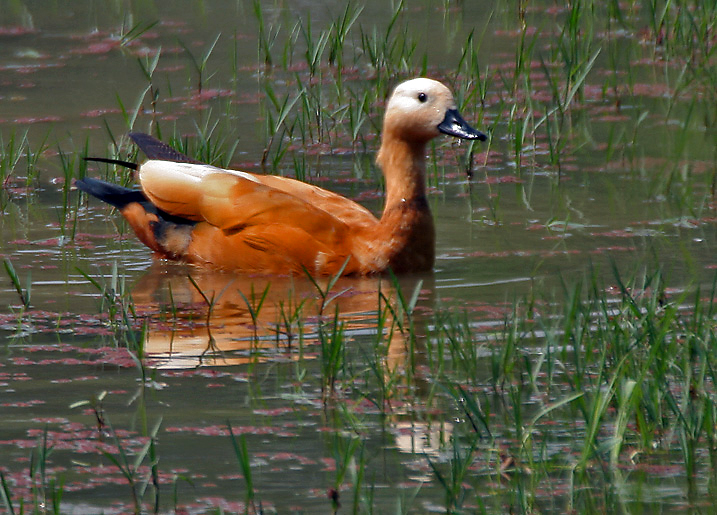
آنقوت ماده در پارک ملی کئولادئو، باهاراتپور، راجستان، هندوستان.
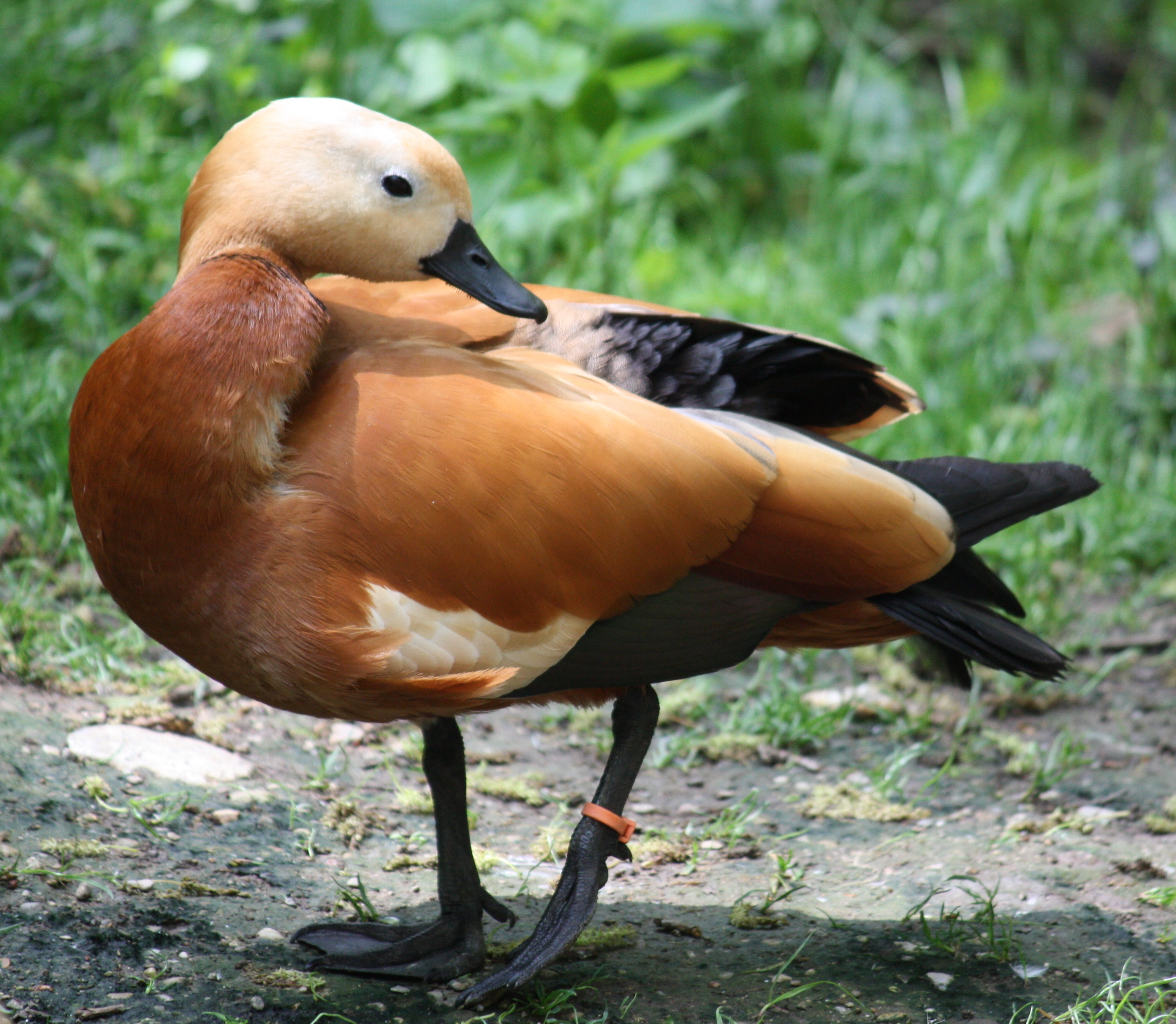
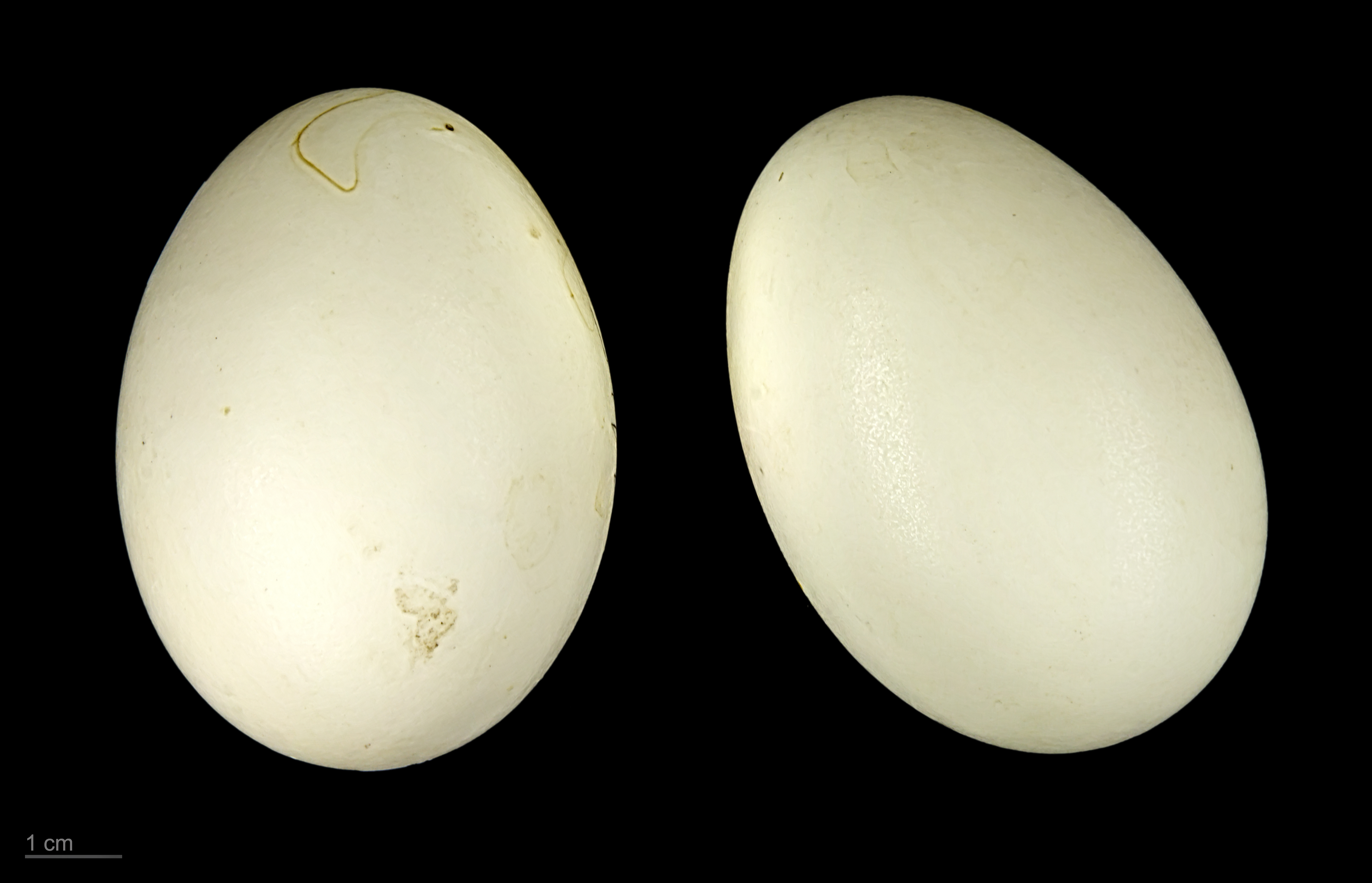
Museum specimen